# Dreifaltigkeitsberg (Regensburg)
Der Dreifaltigkeitsberg, früher Osterberg genannt, befindet sich in Regensburg oberhalb des Stadtteiles Steinweg auf dem Höhenzug der Winzerer Höhen.
Während in Regensburg um 1713 die schwere Beulenpest ausgebrochen war, errichteten einige Bewohner der Stadtteile Stadtamhof und Steinweg auf dem Berg die Dreifaltigkeitskirche, um von der Epidemie verschont zu werden. Von Steinweg aus führt ein Kreuzweg auf den Berg, der in der Kapelle endet. Im Jahr 1798 wurde ein Friedhof des Stadtteils Steinweg auf dem Berg angelegt. Im Jahr 1812 verlegte man auch den Friedhof von Stadtamhof auf den Dreifaltigkeitsberg.

## Kreuzweg zum Dreifaltigkeitsberg

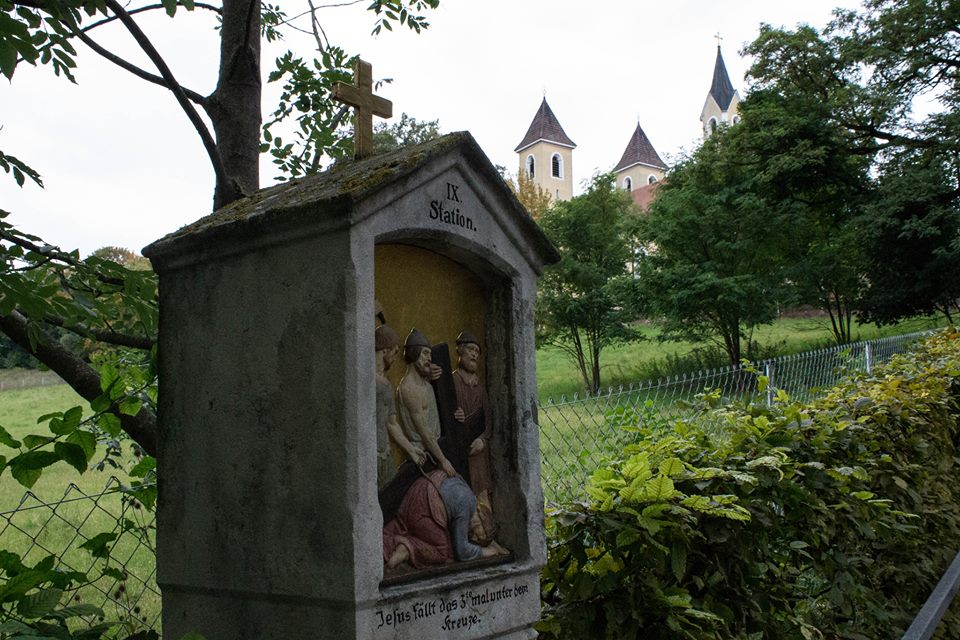
Station IX mit Kirche im Hintergrund

Der Kreuzweg zum Dreifaltigkeitsberg ist ein Kulturdenkmal. Er führt von Steinweg aus hoch zur Kapelle des Dreifaltigkeitsberges. Die 14 Stationen der heutigen Steinstelen und des Metallreliefs sind um 1845 entstanden und wurden von Privatpersonen aus Stadtamhof und Steinweg gestiftet. Vermutlich waren beim Bau des Kreuzweges auch die in Stadtamhof ansässigen Franziskaner und der Bischof von Regensburg mit beteiligt. Den Abschluss des Weges bildet eine Kapelle, die sich in unmittelbarer Nähe zur Kirche befindet.
Es wird vermutet, dass der Steinmetzmeister Ludwig Graf, der auch eine der Stationen gestiftet hat, diese angefertigt und entlang des Bergwegs hinauf zur Kirche angebracht hat. Die einzelnen Stationen sind aus Eisenguss und so ausgeführt, dass sie rückseitig die Figuren als Negativabbildung mit unscharfen Konturen zeigen. Die Gussplatten sind vertieft in den Stein eingesetzt.
In den Jahren 1979/1980 wurde der „Kreuzweg zum Dreifaltigkeitsberg“ von der Kolpingfamilie Steinweg und Bürgermeister Alfred Hofmaier saniert. 2000/2001 erneuerten ihn nochmals der Geschichts- und Heimatverein Steinweg-Winzer e.V. und der Heimatverein „Statt am Hoff e.V.“.

### Die Stifter der Kreuzwegstationen
- Station 1: Jos. Jordan bis 1865, danach Bierbrauer Johann Dausinger aus Steinweg; als Grund dafür nimmt man eine Renovierung in diesem Jahr an
- Station 2: Bierbrauer Joh. Nep. Staudigl aus Stadtamhof
- Station 3: Fragner Johann Brunner aus Stadtamhof
- Station 4: Chorvikar und Bäcker Mathias Weinmayer aus Stadtamhof
- Station 5: Schreibmaterialhändler Joseph Daisenberger aus Stadtamhof
- Station 6: Bierbrauer Korbinian Weinmayer aus Stadtamhof
- Station 7: Bierbrauer Franz Jordan aus Stadtamhof
- Station 8: Rothgerber Alois Hartmann aus Stadtamhof
- Station 9: Rothgerbers-Witwe Victoria Hartmann aus Stadtamhof (zudem besaß sie ein Anwesen in Steinweg)
- Station 10: Apotheker und Bürgermeister von Stadtamhof Wilibald Eser aus Stadtamhof
- Station 11: Gärtner Joseph Burke[r]t aus Steinweg
- Station 12: Bierbrauer Michael Strasser aus Stadtamhof (zudem gehörte ihm ein Gebäude in Steinweg)
- Station 13: Bierbrauer Jakob Herrmann aus Steinweg
- Station 14: Steinmetzmeister Ludwig Graf aus Stadtamhof[1]

## Die Kapelle
Die Kapelle wurde 1730 erbaut, und dem „gegeißelten Heiland“ gewidmet. 1922 veränderte Heinrich Haubenrisser diese Kapelle zu einer Krieger-Gedächtniskapelle.

## Der Friedhof

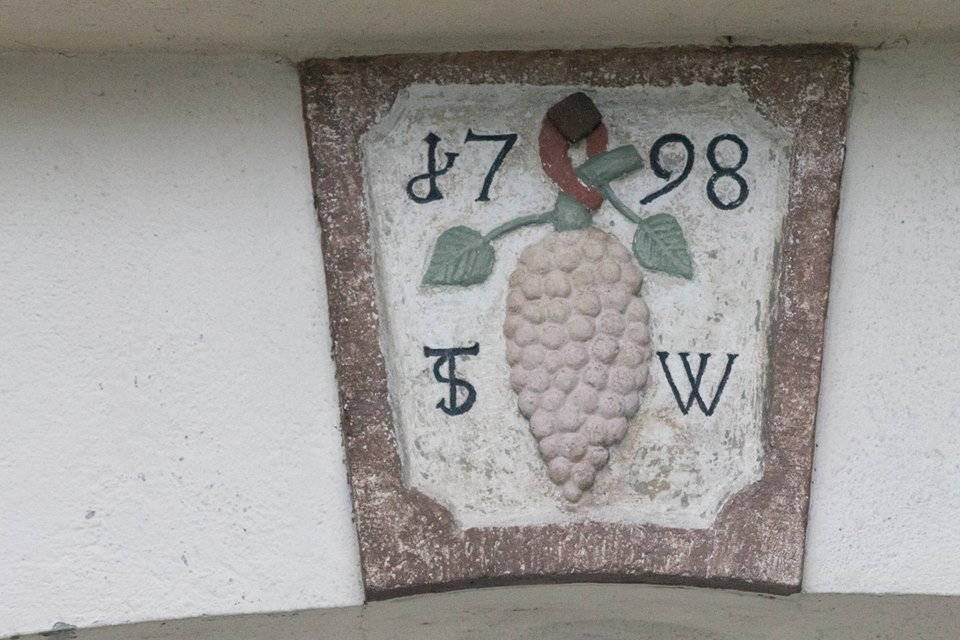
Keilstein des Friedhofs

1798 errichteten die Bürger Steinwegs einen Friedhof mit einer Mauer neben der Kirche auf dem Dreifaltigkeitsberg. Der Keilstein des Friedhofs, auf dem ein Relief einer Traube und die Buchstaben „St. W.“, was Steinweg heißt, eingemeißelt sind, steht neben der Kirche. Im selben Jahr brachte man ebenfalls ein Bildwerk des Gekreuzigten mit der schmerzhaften Maria am Mesnerhaus an der Ostseite an. Innerhalb der Mauern befindet sich im Südosteck ein Sarkophag. Davon nicht weit entfernt liegt ein Massengrab, in dem österreichische Soldaten begraben wurden, die am 19. April 1809 versucht hatten, Stadtamhof im Sturm zu erobern. Stadtamhof war zu dieser Zeit von Franzosen eingenommen. Bei diesem Eroberungsversuch starben mehr als 800 Österreicher.
1812 verlegte man auch den Friedhof von Stadtamhof auf den Dreifaltigkeitsberg.

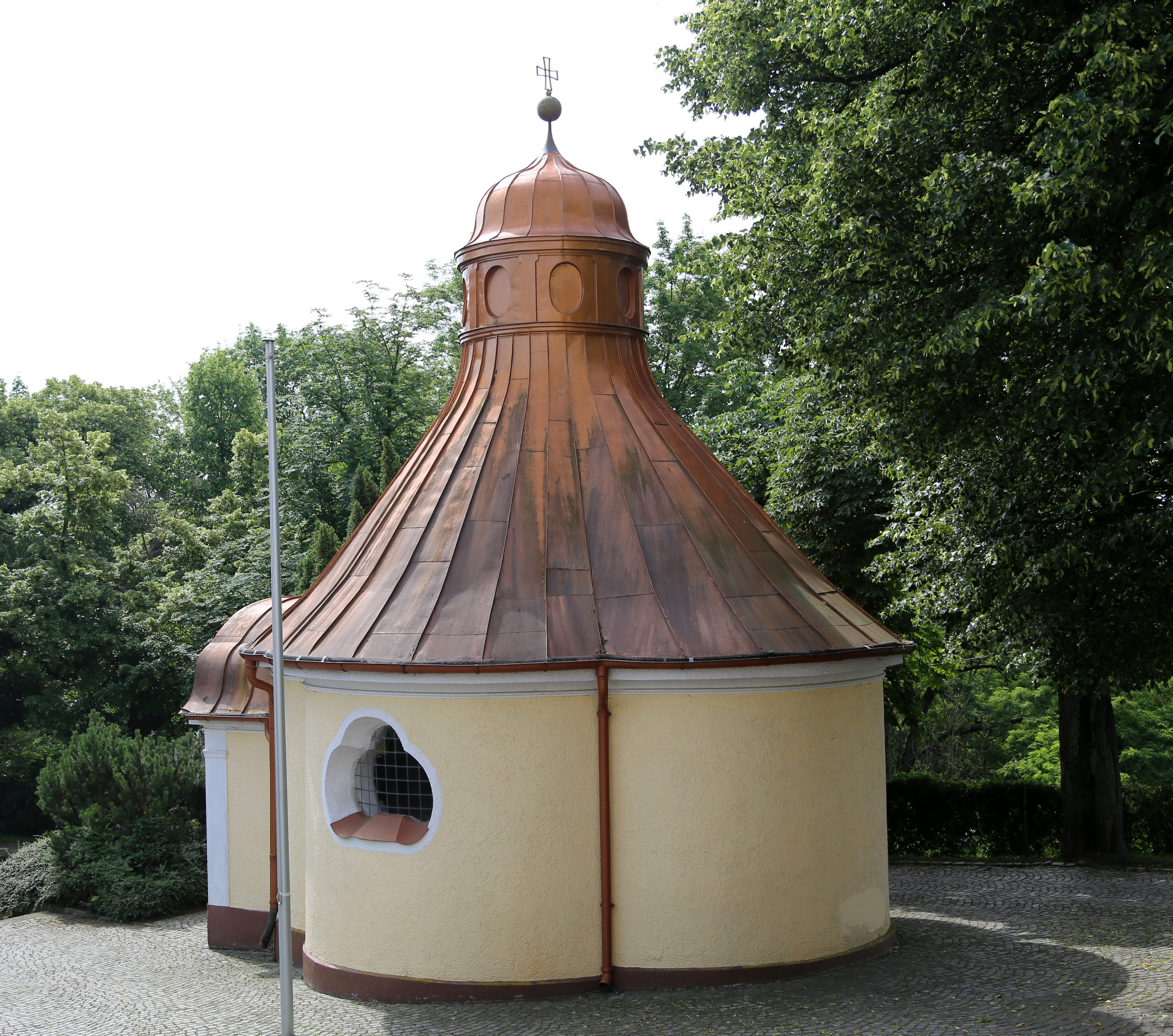
Kriegergedächtnis- kapelle
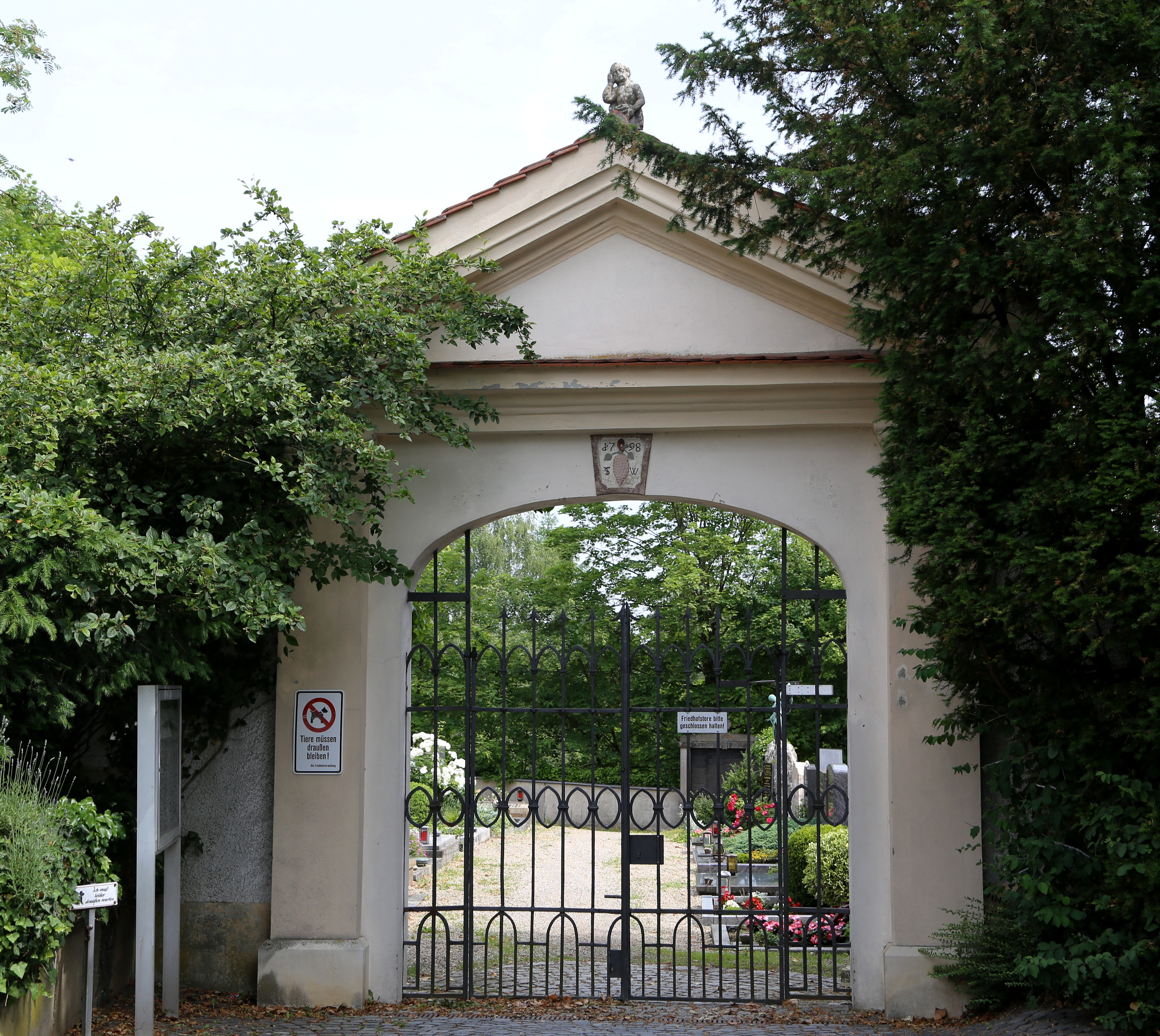
Friedhofstor
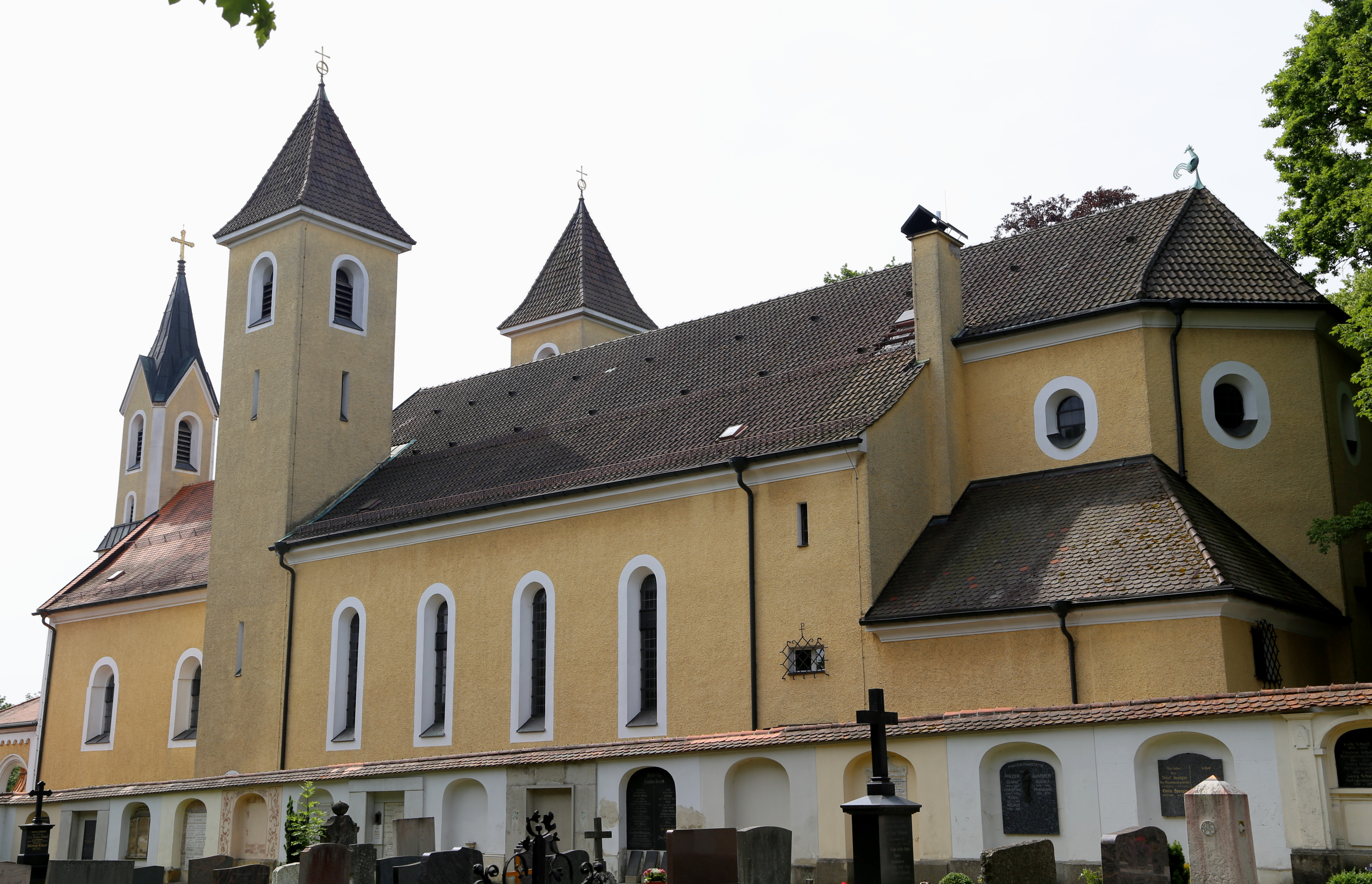
Dreifaltigkeitskirche
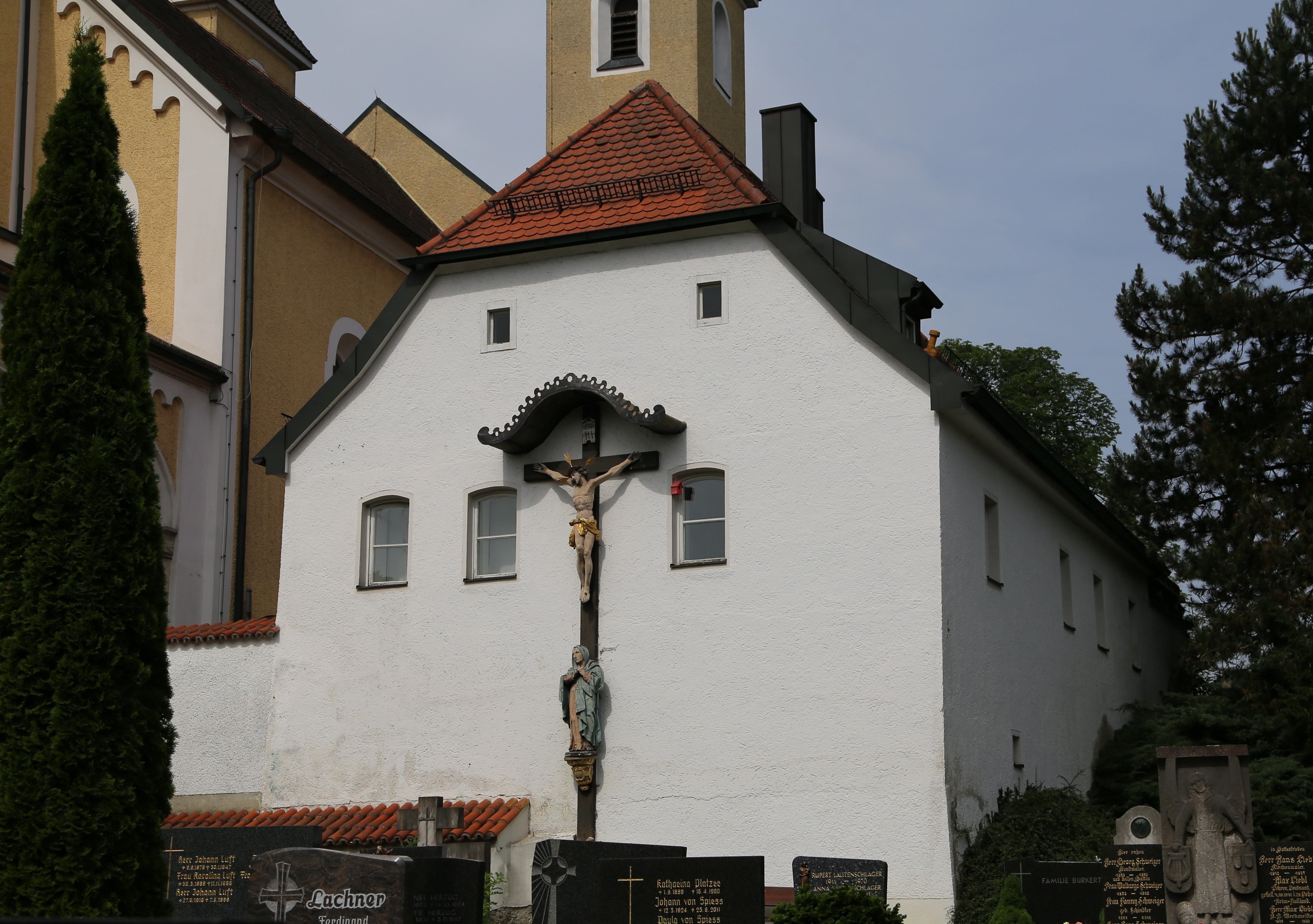
Mesnerhaus